# ヴァルムゼン
ヴァルムゼン (ドイツ語: Warmsen) は、ドイツ連邦共和国ニーダーザクセン州のニーンブルク/ヴェーザー郡に属す町村（以下、本項では便宜上「町」と記述する）である。この町はザムトゲマインデ・ウフテを構成する自治体の一つである。

## 地理
ヴァルムゼンは、北東のウフテと西南西のディーペナウとの間、グローセ・モーアの南東約5kmに位置する。

### 自治体の構成
- ボーンホルスト
- ブリュニングホルシュテット
- グローセンフェルデ
- ハウスケンペン
- ザーペルロー
- ヴァルムゼン

## 歴史
ホーヤ伯の文書集には、ヴァルムゼンが1069年、ボーンホルストが1210年、ブリュニングホルシュテットが1289年にそれぞれ初めて記録されている。ホーヤ伯領とミンデン司教領との境界に位置することからその帰属を巡って中世から両者の争いが起こっていた。
ボーンホルストにもヴァルムゼンにもボダイジュが植えられている。これは三十年戦争の時代、ティリー伯が裁きの木としたもので「ティリー・リンデン」（ティリー伯のボダイジュ）として知られている。
1582年にこの村はブラウンシュヴァイク＝リューネブルク公の所領となった。その後19世紀にはハノーファー王国領となり、1866年からプロイセンに属した。
この町は1974年にザムトゲマインデ・ウフテの設立に伴い、成立した。

## 行政

### 議会
ヴァルムゼンの町議会は15議席からなる。

## 文化と見所
ヴァルムゼンは1990年の「ニーンブルク郡で最も美しい村」コンテストで第1位を獲得した。

### 建造物
- ゲーアンフォルス・ホーフは修復された農場で、レクリエーションや文化イベントに利用される施設がある。
- 保存鉄道ラーデン - ウフテ線がボーンホルストおよびヴァルムゼンを通っている。

## 引用
1. ↑  Landesamt für Statistik Niedersachsen, LSN-Online Regionaldatenbank, Tabelle A100001G: Fortschreibung des Bevölkerungsstandes, Stand 31. Dezember 2023